# Enicospilus drasmosus
Enicospilus drasmosus är en stekelart som beskrevs av Ian D. Gauld och Mitchell 1978. Enicospilus drasmosus ingår i släktet Enicospilus och familjen brokparasitsteklar. Inga underarter finns listade i Catalogue of Life.